# Harrison (Montana)
Harrison is een plaats (census-designated place) in de Amerikaanse staat Montana, en behoort bestuurlijk gezien tot Madison County.

## Demografie
Bij de volkstelling in 2000 werd het aantal inwoners vastgesteld op 162.

## Geografie
Volgens het United States Census Bureau beslaat de plaats een oppervlakte van
0,6 km², geheel bestaande uit land. Harrison ligt op ongeveer 1499 m boven zeeniveau.

## Plaatsen in de nabije omgeving
De onderstaande figuur toont nabijgelegen plaatsen in een straal van 36 km rond Harrison.